# جنيفر أوكونور (مغنية)
جنيفر أوكونور (بالإنجليزية: Jennifer O'Connor)‏ هي ملحنة ومغنية مؤلفة ومغنية أمريكية، ولدت في 8 نوفمبر 1973 في Putnam, Connecticut ‏ في الولايات المتحدة.

## وصلات خارجية
- الموقع الرسمي
- جنيفر أوكونور على موقع IMDb (الإنجليزية)
- جنيفر أوكونور على موقع ميوزك برينز (الإنجليزية)
- جنيفر أوكونور على موقع أول ميوزيك (الإنجليزية)
- جنيفر أوكونور على موقع ديسكوغز (الإنجليزية)